# Municipio de Cameron (Dakota del Norte)
El municipio de Cameron (en inglés: Cameron Township) es un municipio ubicado en el condado de Ward en el estado estadounidense de Dakota del Norte. En el año 2010 tenía una población de 33 habitantes y una densidad poblacional de 0,36 personas por km².

## Geografía
El municipio de Cameron se encuentra ubicado en las coordenadas 47°53′51″N 101°32′18″O / 47.89750, -101.53833. Según la Oficina del Censo de los Estados Unidos, el municipio tiene una superficie total de 92 km², de la cual 89,61 km² corresponden a tierra firme y (2,61 %) 2,4 km² es agua.

## Demografía
Según el censo de 2010, había 33 personas residiendo en el municipio de Cameron. La densidad de población era de 0,36 hab./km². De los 33 habitantes, el municipio de Cameron estaba compuesto por el 87,88 % blancos, el 3,03 % eran afroamericanos y el 9,09 % eran de una mezcla de razas. Del total de la población el 0 % eran hispanos o latinos de cualquier raza.